# Dolphins (clube de futebol)
O Dolphins Football Club é um clube de futebol de Anguilla. O clube não tem licença da Anguilla Football Association para disputar campeonatos nacionais.
Teve uma participação registrada no campeonato nacional, na temporada 1998–99, onde ficou no 5º lugar da classificação final.